# 메지로야마시타역
메지로야마시타역(일본어: 目白山下駅, めじろやましたえき)은 일본 가나가와현 후지사와시에 있는 쇼난 모노레일 에노시마 선의 역이다.

## 역 구조
섬식 승강장 1면 2선의 고가역이다. 단, 쇼난에노시마 방향으로는 터널 때문에 지표와 접하고 있다. 에스컬레이터와 엘리베이터가 설치되지 않았고, 역 외부는 계단만으로 승하차가 가능하다. 무인역으로 개찰구가 없는 관계로 승차 시에는 자동 매표기로 승차권을 구입하고 하차 시에는 차장에게 차표를 건넨다.

## 역 주변
- 후지사와 시 가타세야마 공원
- 나가 산
- 가타세야마 터널
- 쇼난 시라유리가쿠엔 중・고등학교
- 가마쿠라 시립 고시고에 초등학교

## 역사
- 1971년 7월 1일: 영업 개시.

## 인접역
| 쇼난 모노레일 ■ 에노시마 선 | 쇼난 모노레일 ■ 에노시마 선 | 쇼난 모노레일 ■ 에노시마 선    |
| --------------------------- | --------------------------- | ------------------------------ |
| 니시카마쿠라 오후나 방면    |                             | 쇼난에노시마 쇼난에노시마 방면 |